# روبي ماكوين
روبي ماكوين (بالإنجليزية: Robbie McEwen)‏ مواليد 24 يونيو 1972 في بريزبان، هو دراج أسترالي في صنف سباق الدراجات على الطريق. شارك في دورة الألعاب الأولمبية الصيفية.

## سجل النتائج

### سباقات أو مراحل فاز بها
- طواف فرنسا
- طواف سويسرا
- طواف إيطاليا

## روابط خارجية
- روبي ماكوين على موقع الاتحاد الدولي للدراجات (الإنجليزية)
- روبي ماكوين على موقع أرشيف الدراجات (الإنجليزية)
- روبي ماكوين على موقع إحصائيات الدراجات الإحترافية (الإنجليزية)
- روبي ماكوين على موقع نسبة الدراجات (الإنجليزية)
- روبي ماكوين على موقع CycleBase (الإنجليزية)
- روبي ماكوين على موقع اللجنة الأولمبية الدولية (الإنجليزية)
- روبي ماكوين على موقع أوليمبيديا (الإنجليزية)
- روبي ماكوين على موقع اللجنة الأولمبية الأسترالية (الإنجليزية)